# Cantanhede (Portugal)
Cantanhede es una ciudad portuguesa del distrito de Coímbra, región estadística del Centro (NUTS II) y comunidad intermunicipal de Coímbra (NUTS III), con cerca de 7100 habitantes.

## Geografía
Es la sede de un municipio con 392,18 km² de área y 34 217 habitantes (2021), subdividido en 14 freguesias. Los municipios que limitan al norte son Vagos, Oliveira do Bairro y Anadia, al este por Mealhada, al sureste por Coímbra, al sur por Montemor-o-Velho y por Figueira da Foz, al noroeste por Mira y al oeste tiene costa con el océano Atlántico.

## Demografía
| Gráfica de evolución demográfica de Cantanhede entre 1801 y 2021 |
|                                                                  |
| Datos según el nomenclátor publicado por el INE portugués.       |

## Freguesias

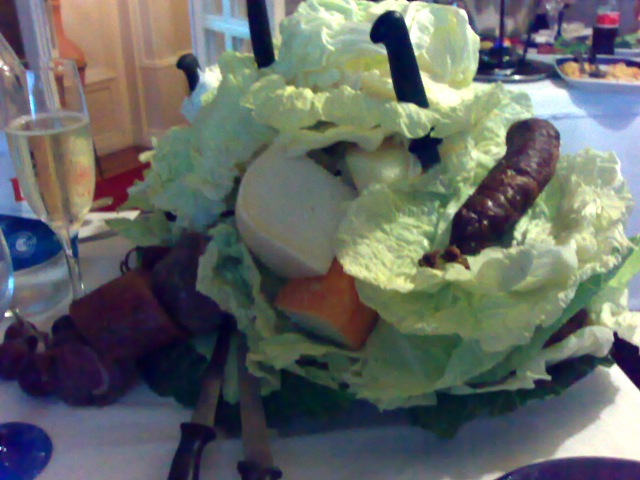
Almuerzo en Cantanhede.

Las freguesias de Cantanhede son las siguientes:
- Ançã
- Cadima
- Cantanhede e Pocariça
- Cordinhã
- Covões e Camarneira
- Febres
- Murtede
- Ourentã
- Portunhos e Outil
- Sanguinheira
- São Caetano
- Sepins e Bolho
- Tocha
- Vilamar e Corticeiro de Cima